# 葛貫氏
葛貫氏（つづらぬきし/くずぬきし）は坂東八平氏秩父氏の一族で、日本の氏族の一つ。

## 発祥
秩父重隆の息子能隆が、武蔵国入間郡葛貫にちなんで「葛貫別当」と称したことに始まる。一族に河越氏、小林氏、師岡氏などがある。
葛貫の名字は、飛田政一編『関東諸家系図』によれば、葛貫能隆の子の葛貫盛重が家督を継承したが、葛貫盛重には子がなく、養子として斎藤実盛の孫を養子とし葛貫盛直と名乗らせ、名跡を継がせたとされる。『吾妻鏡』によると、葛貫盛重は建保元年（1213年）の和田合戦で討死している。

## 系図
```
秩父重隆

　 ┃

葛貫能隆

　 ┃
　
盛重

　 ｜
　
盛直
（
斎藤実盛
孫）
```

## 一族
- 河越氏
- 小林氏
- 師岡氏